# Charlie Chaplin's Comic Capers
Charlie Chaplin's Comic Capers è una serie a fumetti umoristica a strisce giornaliere ideata e disegnata da Stewart W. Carothers, poi sostituito da E. C. Segar e incentrata sul personaggio di Charlot ideato dal Charlie Chaplin; venne pubblicata originariamente negli Stati Uniti d'America dal 29 marzo 1915 al 16 settembre 1917.

## Storia editoriale
Il fumetto, pubblicato sul quotidiano Chicago Herald, venne creato da Stewart W. Carothers nel marzo del 1915 il quale scrisse e disegnò le strisce fino alla sua morte, avvenuta prematuramente all'età di 22 anni a causa di una caduta da una finestra del quinto piano del DeJonghe Hotel di Chicago il 4 ottobre 1915. Per continuare la pubblicazione della serie, si alternarono inizialmente due fumettisti accreditati come Warren e Ramsey sostituiti, nel febbraio del 1916, dall'esordiente E. C. Segar. La versione a strisce giornaliere venne pubblicata fino al 15 luglio 1916 mentre quella a tavole domenicali venne pubblicata dall'Herald dal 12 marzo 1916 al 16 settembre 1917. Questa serie fu il primo lavoro professionale di Segar il quale, a differenza dei suoi predecessori, che basavano le loro strisce principalmente sulle gag presenti nei film di Chaplin, inventò molte gag di sua iniziativa, ideando anche una spalla del protagonista, "Luke the Gook". Nonostante la fama del personaggio e di Charlie Chaplin, la serie a fumetti non riscosse successo negli Stati Uniti, soprattutto a causa del fatto che tutti gli artisti coinvolti erano poco più che dilettanti; ebbe invece molto più successo nel Regno Unito, dove le strisce vennero pubblicare per decenni in alcune riviste settimanali di fumetti come Funny Wonder.